# Natalia Załuska
Natalia Załuska (geboren 1984 in Krakau) ist eine polnische Künstlerin, die insbesondere für ihre minimalistischen und reduzierten Collagen aus verschiedenen Materialien wie Leinwand, Karton, Acryl und Bleistift bekannt ist.

## Leben und Werk
Natalia Załuska wurde 1984 in Krakau geboren. Nach dem Studium der Kunstgeschichte an der Jagiellonen-Universität in Krakau und der Universität Wien studierte sie Malerei bei Daniel Richter und Francis Ruyter an der Akademie der Bildenden Künste Wien, wo sie 2013 ihr Studium abschloss.
Charakteristisch für ihre Arbeiten ist eine reduzierte und minimalistische Ästhetik, die den Fokus auf Oberfläche, Textur und Farbe legt. Durch die Verbindung von Malerei und Collage definiert sie beide Medien neu. Sie kreiert mehrschichtige Kompositionen aus verschiedenen Materialien wie Leinwand und Karton. Durch das Reißen, Bemalen und Schneiden der Kartons und das Schichten der unterschiedlich großen Materialflächen auf rechteckigem Untergrund wird den Werken räumliche Tiefe verliehen. In der Untersuchung von Form und Struktur können Parallelen zur Malerei und Kunsttheorie der 1960er Jahre gesehen werden.
Załuska wird von internationalen Galerien vertreten und ihre Arbeiten befinden sich in zahlreichen öffentlichen und privaten Sammlungen, beispielsweise im Wiener Belvedere, dem Nationalmuseum Danzig, dem Lentos Kunstmuseum Linz, der Langen Foundation in Neuss, der Jorge M. Pérez Collection in Miami, der Banco Sabadell Collection in Barcelona und der ING Polish Art Collection in Warschau.
Sie lebt und arbeitet in Warschau.

## Ausstellungen (Auswahl)

### Einzelausstellungen
- 2014: Natalia Załuska, Galerie Jochen Hempel, Berlin[11]
- 2015: Reduktion im Aufbruch, Galerie Klüser, München[12]
- 2015: Natalia Załuska, Christine König Galerie, Wien[13]
- 2016: Most Relative Times, Galerie Klüser, München[14]
- 2017: fade away memories, Galerie Jochen Hempel, Berlin[15]
- 2018: Multiple Things, Galeria Le Guern, Warschau, Polen[16]

- 2019: Narrative Poetics, Galerie Klüser, München[17]
- 2019: Uneasily Visible Place, Zahorian & Van Espen, Prag[18]

### Gruppenausstellungen
- 2014: The Sky is Blue in Some Other Way: A Diagramm of a Possible Misreading, Galería Elba Benítez, Madrid[19]
- 2017: Abstract Painting Now!, Kunsthalle Krems[20]
- 2018: salondergegenwart, Hamburg[21]
- 2019: The Place of Art. Young Polish Painting, National Museum Danzig

## Stipendien (Auswahl)
- 2011 + 2012: Project grant, Akademie der Bildenden Künste Wien
- 2011–2013: Alfred Toepfer Stiftung F.V.S. Grant
- 2016: Cité internationale des Arts, Paris
- 2018: International Studio & Curatorial Program (ISCP), New York
- 2018: Young Poland fellowship from the Ministry of Culture and National Heritage, Polen

## Sammlungen
- Nationalmuseum, Danzig[5][22]
- Banco Sabadell Collection, Barcelona
- Belvedere, Wien
- CCA Andratx, Mallorca
- Jorge M. Pérez Collection, Miami
- Langen Foundation, Neuss
- Lentos Kunstmuseum, Linz
- Stiftung Ahlers Pro Arte, Hannover
- The ING Polish Art Collection, Warschau
- Munich Re Art Collection, München